# LeBlond
LeBlond Aircraft Engine Corporation était une société fabricant de petits moteurs constituée le 11 avril 1928 et située à l'angle nord-ouest des routes de Madison et d'Edwards à Norwood, Ohio, filiale de RK LeBlond Machine Tool Company (en) de Cincinnati, Ohio, un fabricant de tours bien connu.

## Histoire
En 1928, Richard K. LeBlond a racheté la Detroit Aircraft Engineering Corporation, alors filiale du constructeur automobile de Detroit Rickenbacker (en) appartenant au pilote et as de la Première Guerre mondiale Eddie Rickenbacker et à l'ingénieur, Glenn D. Angle, et leur moteur 5 cylindres Air Cat. LeBlond a engagé le concepteur et précédent copropriétaire de l'entreprise, Glenn D. Angle, pour améliorer la conception pour une future production. La ligne LeBlond a été constamment affinée et améliorée jusqu'à fin 1937.
En décembre 1937, afin de compenser une grande dette fiscale encourue par la société LeBlond outillage, la filiale, Moteurs Leblond, a été vendu avec une perte importante de Raymond A. Rearwin de Rearwin Airplanes (en). L'achat était une parfaite affaire pour Rearwin dont l'entreprise était l'un des plus grands utilisateurs des moteurs Leblond et a fourni à Rearwin un moteur en étoile bien accepté à utiliser pour ses créations. Rearwin rebaptisé la société Ken-Royce Motors, d'après les prénoms de ses deux fils Ken et Royce et a poursuivi la production de la ligne jusqu'à la Seconde Guerre mondiale.
La production des conceptions LeBlond n'a jamais repris, car non rentables par rapport aux nouveaux moteurs à plat de l'ère post-guerre. Pièces des moteurs LeBlond/Ken-Royce ont été fournis pendant les années 1950 par Air Associates et dans les années 1960 les parties restantes ont été vendues à l'Antique Airplane Association (en) de Blakesburg, Iowa.

## Produits

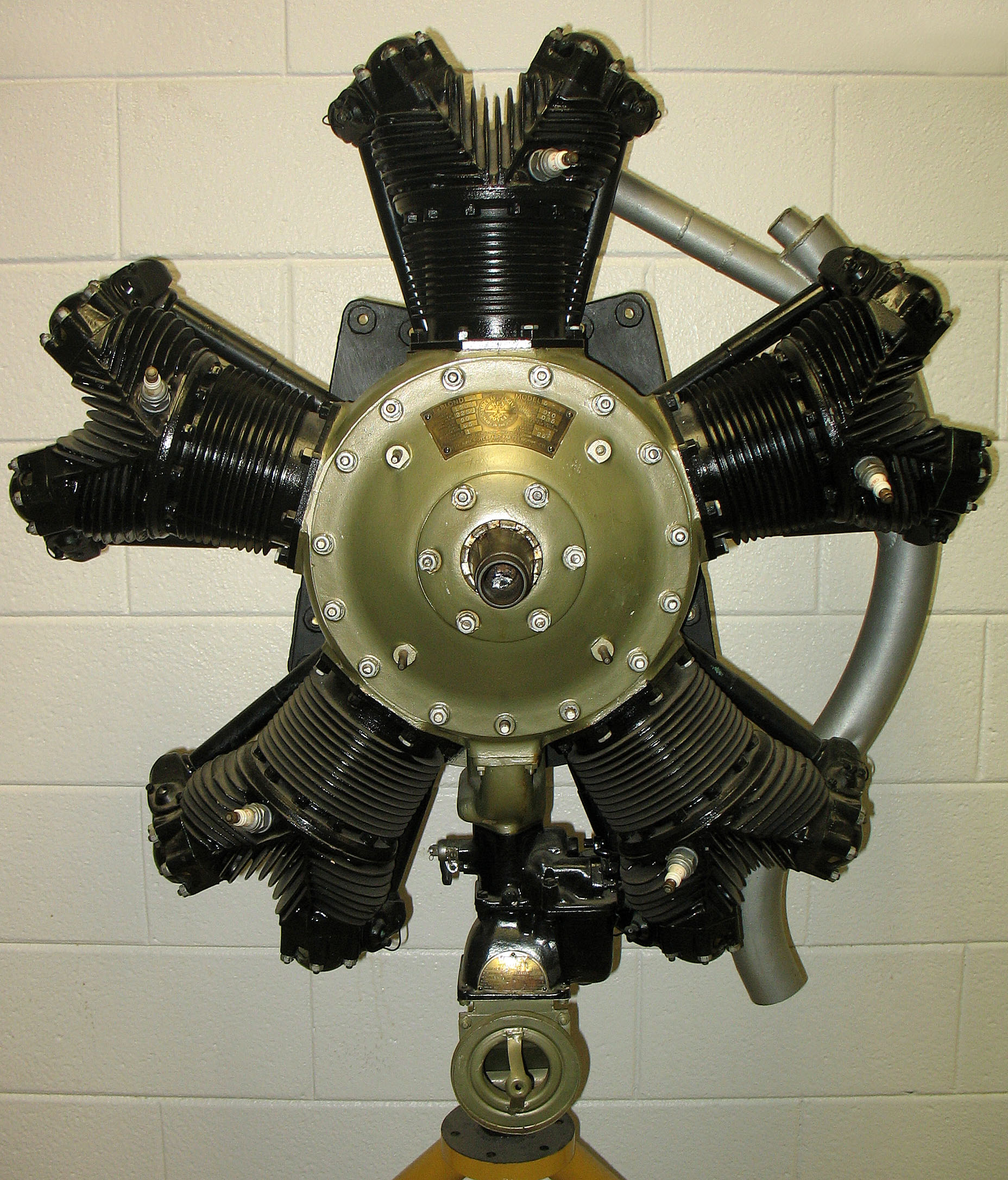
Un moteur LeBlond 90-5F

Le LeBlond 5D était le premier moteur produit par LeBlond en 1928. La conception du moteur 5D était par essence, un Detroit Air Cat de 1905 avec des améliorations mineures.